# Lạc đà Huacaya

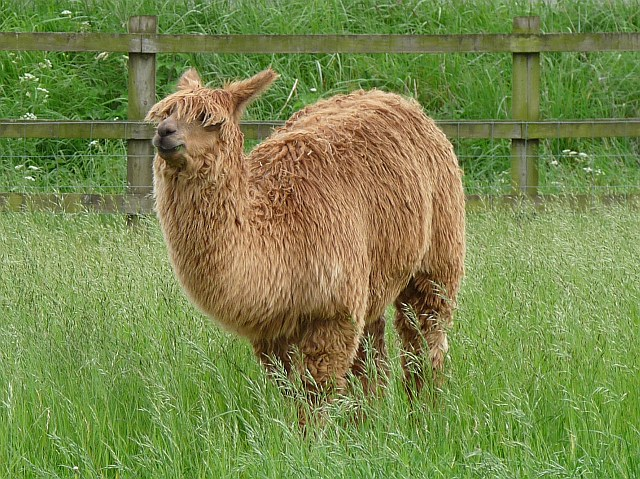
Một con lạc đà cừu Huacaya

Lạc đà Huacaya hay Huacaya Alpaca là một trong hai giống vật nuôi tạo nên các giống loài lạc mã ở Nam Mỹ lông dùng để làm len Pacos hay con gọi là lạc đà cừu thường được gọi là Alpaca. Các giống khác là lạc đà Suri. Giống lạc đà cừu này sống trên cao nguyên Altiplano trong dãy Andes mà có độ cao lên đến 4.000 m trên mực nước biển, phạm vi tự nhiên của chúng bao gồm bốn quốc gia ở Nam Mỹ. Đây là giống lạc đà phổ biến của loài lạc đà cừu, chúng được nuôi với số lượng lớn để lấy len và thịt. Len của chúng chất lượng cao và được ưa chuộng. Chúng thuộc nhóm lạc đà Nam Mỹ.

## Đặc điểm

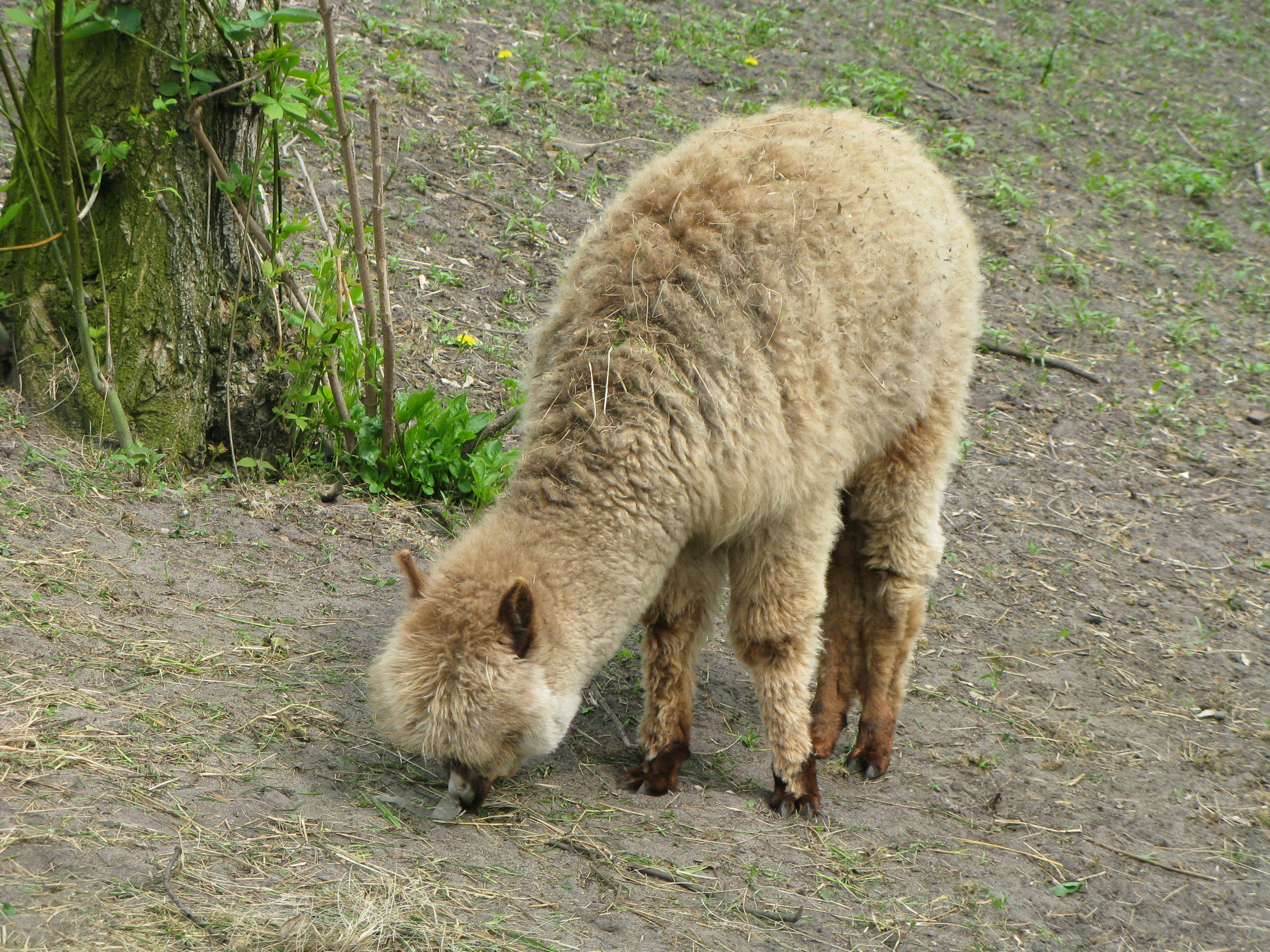
Một con lạc đà cừu đang kiếm ăn

Cả hai giống này là dễ nhận biết bởi đặc điểm kiểu hình của chúng, nhìn chung, không có sự khác biệt đáng kể về trọng lượng, hoặc con non khi sinh (7,5–8 kg) hoặc các con trưởng thành có kích thước lớn, chúng nặng khoảng 70 kg đối với con đực và 65 kg đối với con cái. Vì chúng cùng một loài nên cơ bản là giống nhau nhưng cấu hình cơ thể của giống lạc đà Huacaya có một hình dạng tròn tròn và cồng kềnh. Khi chúng nhiều lông và xù lên trông như một con cừu.
Lông của Huacaya có sợi mọc vuông góc với cơ thể của chúng và là cồng kềnh, mịn và dày đặc, lọn tóc (uốn) của nó trong như sợi giống như bọt biển của và ngắn hơn và màu nhạt so với giống lạc đà Suri, với sự vắng mặt của mỡ lông cừu mà là đặc trưng của cừu Corriedale. Lạc đà Suri có kết cấu sợi thay vì nằm song song với cơ thể trong dài treo cũng xác định đó lớn lên về phía mặt đất. Các chất xơ là trông như tơ lụa và nhiều bóng hơn so với Huacaya cũng như là dài hơn. Cả hai giống có một loạt các màu sắc áo, tổng cộng là 22 kiểu màu khác nhau. Nhìn chung, sắc lông của chúng đa dạng.

## Tập tính

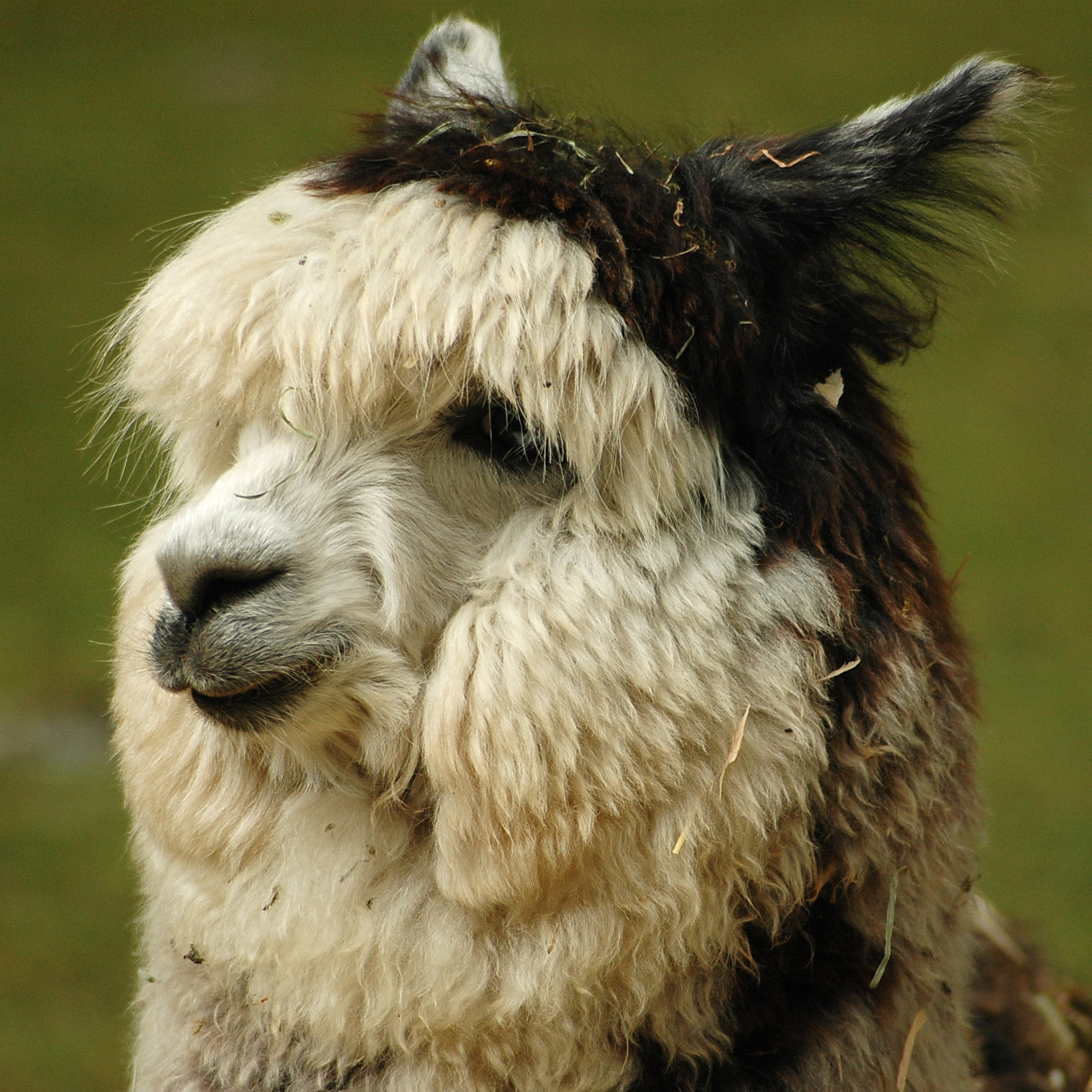
Đầu của một con lạc đà cừu, chúng có tập tính nhổ nước bọt và đi vệ sinh tập thể giống như loai tê giác Ấn Độ

Chúng là loài bầy đàn sống trong gia đình gồm một con đực, những con cái và con của chúng. Đàn có thể tấn công kẻ thù nhỏ bằng chân trước như đá hay đạp. Chúng thường thường sử dụng chung một cái nhà cầu công cộng. Nơi mà chúng không bị ai nhìn thấy. Thông thường, con đực gọn gàng hơn con cái, chúng đứng thẳng hàng và tống mọi thứ ra một lần một. Khi một con cái tiến đến nhà cầu và bắt đầu đi ngoài thì cả đàn cũng làm theo. Chúng không thích bị cầm nắm. Một số thì chấp nhận sự vỗ về âu yếm mặc dù chúng không thích bị người khác sờ vào chân, bắp chân và đặc biệt là bụng và mông.
Có rất nhiều tiếng kêu. Chúng cảnh báo cả đàn về kẻ ngoại lai bằng kêu lớn, đầy sắc lạnh như tiếng lừa kêu. Khi gặp nguy hiểm, chúng phát ra âm thanh cao, lớn, đầy vẻ sợ hãi. Khi thể hiện sự thân thiện cũng như phục tùng, chúng phát ra tiếng "cluck", "click" thông đầu lưỡi hoặc mũi. Hầu hết chúng thường tạo các âm thanh. Âm thanh này tạo sự thoải mái cho mũi của chúng, để cho đồng loại biết chúng đang có mặt và rất hài lòng. Ngoài ra, tiếng kêu còn chứa đựng nhiều ý nghĩa khác. Khi các con đực đánh nhau, chúng phát ra các âm thanh cao như tiếng chim, điều này có ý nghĩa như đe dọa đối phương.
Chúng còn thường phun nước miếng, Không phải tất cả đều làm vậy nhưng chúng đếu có khả năng này, thường thì cuống họng chúng chỉ có không khí và một ít nước miếng, nhưng là loài nhai lại chúng hay đưa các thức ăn (thường là cỏ xanh) lên miệng để nhai và có thể nhắm bắn chất nhầy nhụa này vào đối phương. Chúng rất ít khi phun vào nhau nhưng thỉnh thoảng chúng vẫn phun nước miếng vào con người. Đối với chúng, phun nước miếng còn được coi là kết quả của sự "hôi miệng". Mùi này do axit ở dạ dày và các thức ăn gây nên khi chúng đi qua đường miệng. 

## Chăm sóc

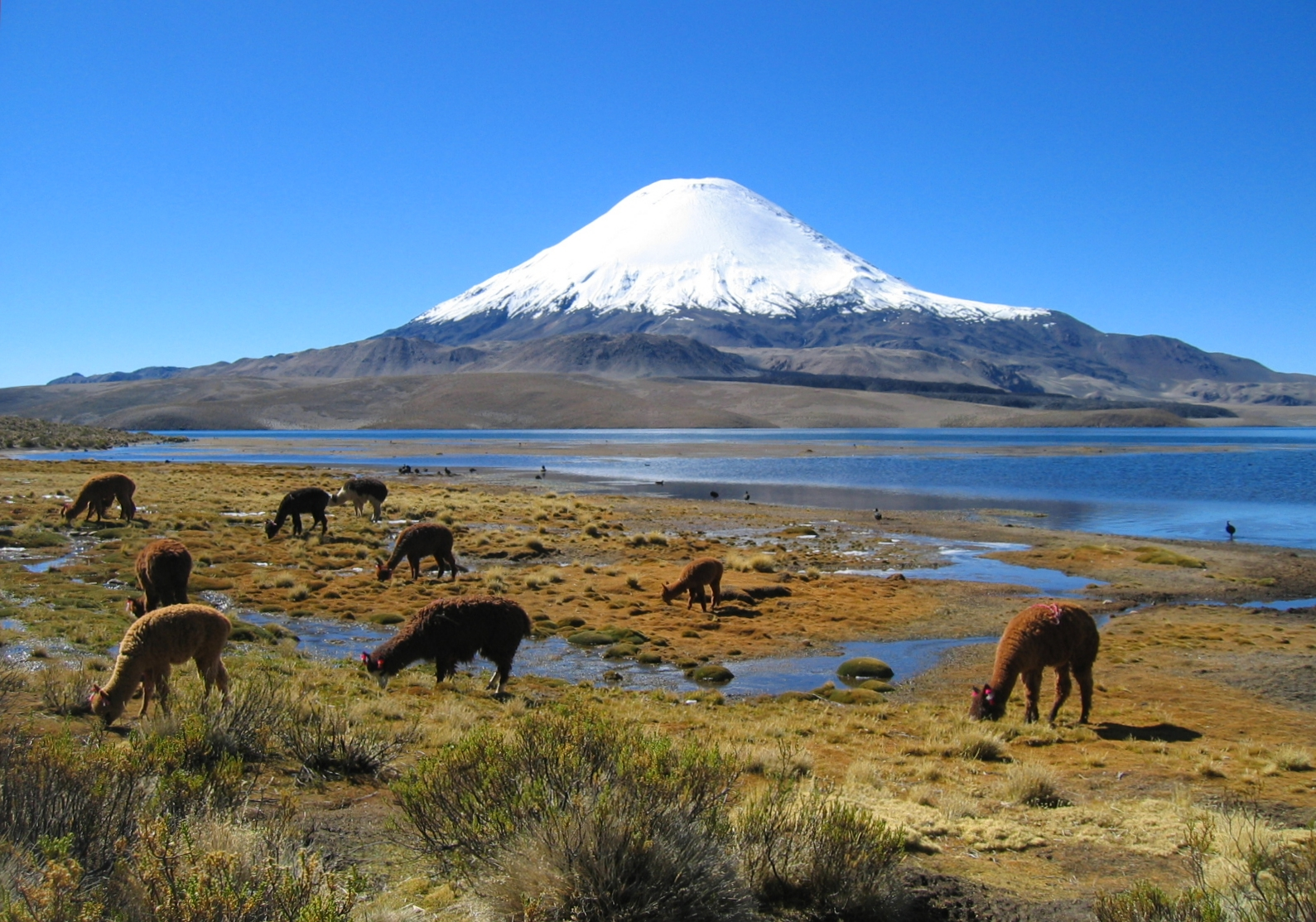
Một đàn lạc đà cừu đang kiếm ăn ở núi lửa Parinacota

Chúng cần ít thức ăn hơn các loài khác ở cùng lứa tuổi. Chúng thường ăn rơm rạ hoặc cỏ nhưng chúng cũng có thể ăn một vài loại cây khác và cũng là bình thường nếu cúng cố gắng nhai mọi thứ như chai nhựa. Hầu hết, người chủ luôn điều chỉnh thay đổi nơi ăn cỏ của chúng để cỏ có thể mọi lại. Chúng là vật nuôi có thể ăn cỏ thiên nhiên, tuy nhiên, các điền chủ vẫn cung cấp cỏ với rơm rạ có thêm protein. Để cung cấp selenium (Se), các điền chủ sẽ cho chúng ăn một lượng nhỏ mỗi ngày. Chúng cần lượng thức ăn bằng khoảng 1-2% trọng lượng cơ thể mỗi ngày, vậy là tốn khoảng 27 kg cỏ/tháng/con.
Khi tính toán chế độ ăn hợp lý cho chúng, việc phân tích lượng nước và cỏ là rất quan trọng để quyết định lượng vitamin và khoáng cần cung cấp cho chúng. Có hai cách cho bột khoáng vào cỏ để chúng ăn tự do hoặc là cho chúng ăn theo một tỉ lệ thích hợp. Dạ dày gồm 3 túi của chúng cho phép việc tiêu hóa cực kì hiệu quả. Do không có các loại hạt trong phân nên phân không cần phải ủ trước khi bón cho cây. Răng và móng cũng cần phải cắt mỗi 6-12 tháng. Giống như các loài nhai lại khác, chúng có răng thấp ở hàm trên nên chúng không thể kéo cỏ ra khỏi đất được. Việc thay đổi nơi ăn cũng rất quan trọng vì chúng có khuyng hướng tới chỗ cũ để ăn cỏ.

## Sinh sản

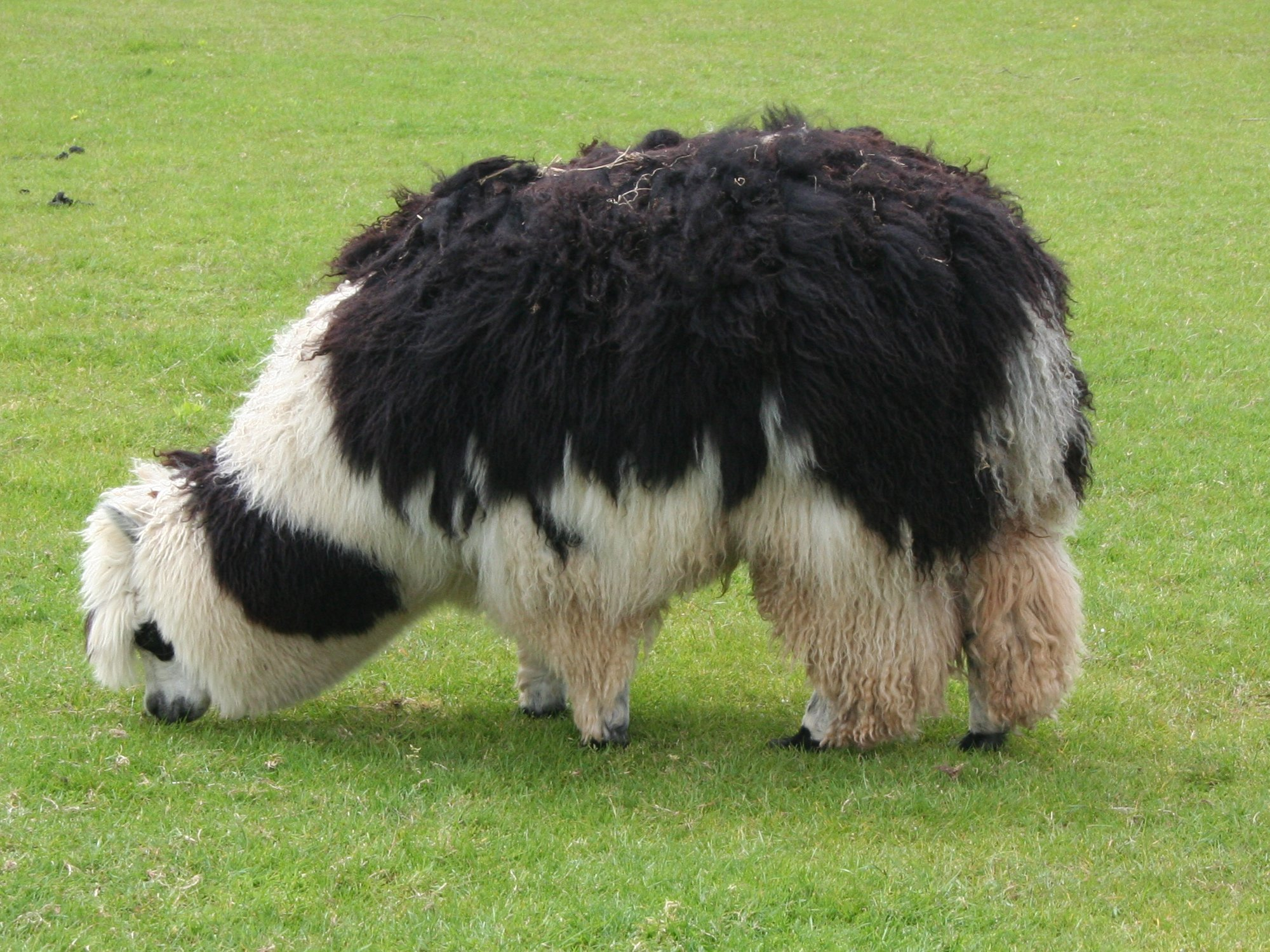
Một con lạc đà cừu đang gặm cỏ

Những con lạc đà cái rất mắn đẻ, chúng đều có thể mang thai chỉ sau một lần giao cấu nhưng cũng có một số ít trường hợp chúng thể thụ thai. Việc thụ tinh nhân tạo thì rất khó thực hiện nhưng cũng đạt được nhiều thành tựu. Những con đực sẵn sàng tiến hành giao phối lần đầu tiên trong khoảng từ 1- 3 tuổi. Còn với con cái thì chúng hoàn toàn trưởng thành (về cả thể chất lẫn tinh thần) vào khoảng 12-24 tháng. Không nên cho con cái thụ thai trước khi trưởng thành, điều này có thể dẫn đến nhiễm trùng tử cung. Do độ tuổi trưởng thành của alpaca cái khá rộng tùy theo từng cá thể nên người nuôi dưỡng chưa có kinh nghiệm nên đợi đến ít nhất là khi con cái đã được 18 tháng rồi mối cho giao phối.
Khoảng thời gian mang thai của chúng kéo dài 15-345 ngày và thường thì chúng chỉ sinh ra một alpaca con. Sinh đôi thì rất hiếm chỉ khoảng 1/1000 ca. Sau khi sinh con, con cái có thể giao phối lại sau 2 tuần. Những con lạc đà con có thể dứt sữa khi đã 6 tháng tuổi, nặng khoảng 28 kg dưới sự giám sát của người chăm sóc. Nhưng một số người lại thích cho con mẹ quyết định khi nào nên dứt sữa con mình, tùy theo khối lượng cũng như sự trưởng thành của đứa con. Chúng có thể sống đến 20 tuổi

## Tổng số
Số lượng lạc đà Huacaya đông hơn nhiều so với tổng dân số của giống lạc đà Suri. Theo một ước tính là 2,88 triệu con, tương ứng với 96% của các loài. Tại Chile, tất cả các con lạc đà Alpaca là loại lạc đà Huacaya, và có một số lượng đáng kể của những con lạc đà Suri ở Bolivia ở biên giới phía Bắc. Peru, trong đó có phần lớn các con Alpaca nhất thế giới, có đến 93% tổng số con lạc đà cừu thuộc giống Huacaya theo ước tính của Tổ chức Lương thực và Nông nghiệp (FAO), Chúng sống theo đàn, chúng kiếm ăn ở dãy núi cao Andes, phía nam Peru, Ecuador và ở phía bắc Chile ở độ cao từ 3.500m đến 5.000m. Vì vậy trong những 3,7 triệu loài động vật này trên toàn thế giới, hơn 90% được cho là của giống Huayaca. Có ý kiến cho rằng sự hỗ trợ Huacaya tốt hơn so với các điều kiện bất lợi của vùng cao nguyên.

## Sản phẩm

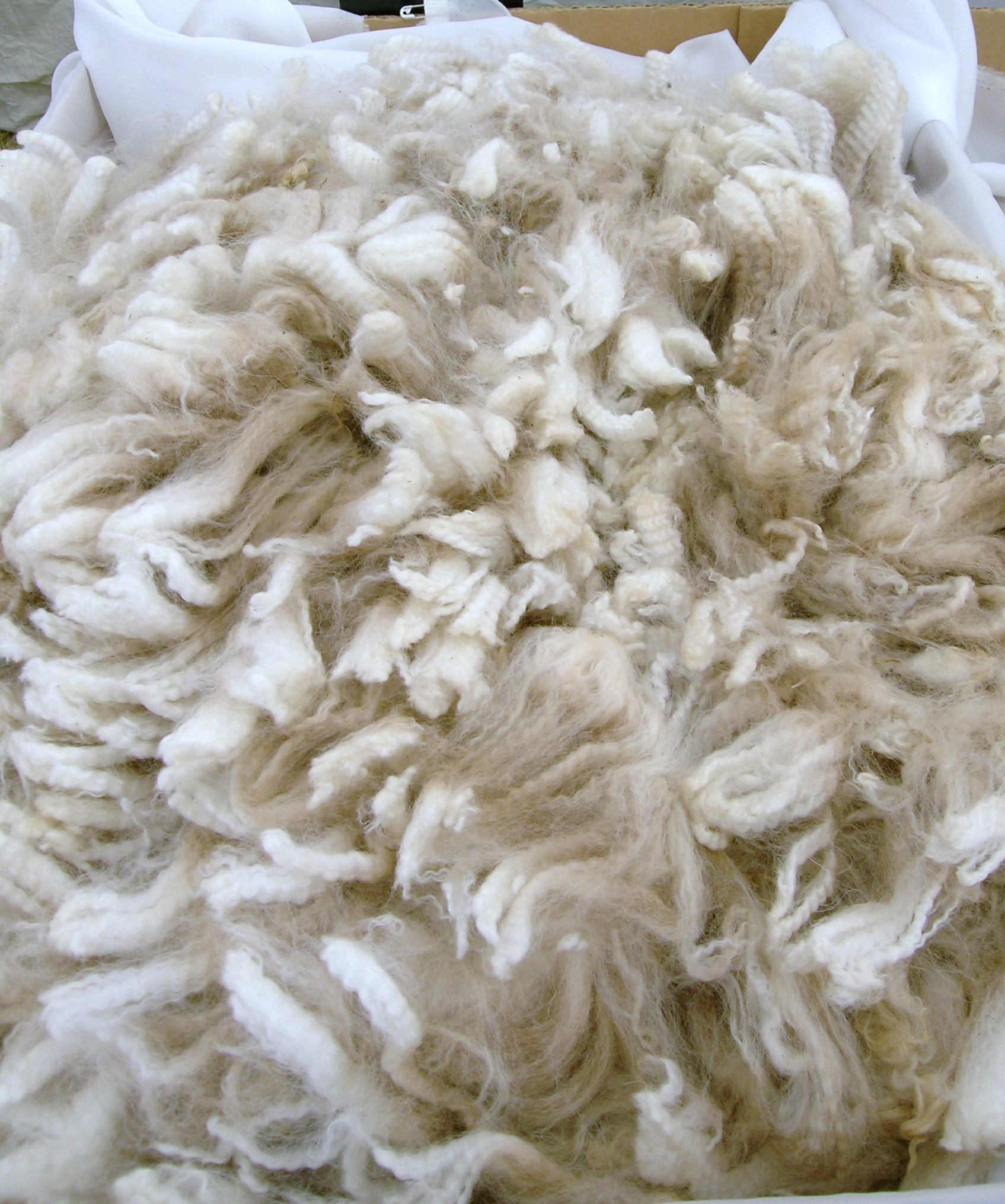
Len của lạc đà

Lông của chúng rất giống với len, được sử dụng để làm các sản phẩm đan, dệt. Những sản phẩm này bao gồm mềm, áo khoác, nón, găng tay, khăn choàng và các sản phẩm đa dạng khác. Lông của chúng là một loại tơ sợi tự nhiên mềm và đẹp. Tương đối giống với lông cừu, nhưng nó ấm hơn, ít chất dầu và ít tạo dị ứng hơn. Không có chất dầu, nó vẫn bị thấm nước. Lông chúng mềm và hơi xa xỉ. Theo cấu trúc vật lý, lông alpaca có cấu trúc tương tự tóc, rất mềm, mịn và bóng. Các công đoạn chuẩn bị, quay tơ, dệt vải và hoàn thành giống với các công đoạn của việc sản xuất lông cừu. Lông còn chống được lửa và đáp áp được mọi tiêu chuẩn của US Consumer Product Safety Commission (Sản phẩm tiêu dùng của Mỹ).
Chúng được cắt lông một lần trong năm vào mùa xuân. Sản phẩm thu được sau mỗi lần cắt/1con khoảng 5-10 pound (2,2-4,5 kg). Các sợi lông này có nhiều màu sắc tự nhiên tùy vùng mà alpaca sinh sống như 52 màu ở Peru, 12 màu ở Úc và 16 màu ở Mĩ. Sản phẩm len của chúng được tạo thành từ 150-170 đề/mm². Tại 25 mm dày, len của chúng là 1,5 mm mỏng hơn của giống Suri, và trắng hơn đáng kể, trung bình. Giống Suri len là nhẹ mạnh. Một số sản phẩm có thể được thực hiện với chất xơ Huacaya bao gồm: ponchos, Khăn choàng, áo ghi lê, áo len, khăn trải giường. Trong ngành công nghiệp vải, khi nhắc đến "Alpaca" mọi người đều hiểu là "Alpaca của Peru" và hơn thế nữa là nói đến lông của loài vật này.
Thịt alpaca đã từng được người Nam Mỹ là loại thịt giàu dinh dưỡng. Trong khi Pacos là giống lạc mã ở Nam Mỹ lông dùng để làm len không bao giờ được nuôi để lấy thịt, nó là một hữu ích của sản phẩm và thịt của chúngọ là hoàn toàn ăn được và rất giàu protein. Trọng lượng thịt khác nhau tại vòng 50% trọng lượng và 23 kg thịt sống. Lạc đà Huacaya được cho là sản xuất nhiều thịt hơn so với giống Suri. Thịt chúng có protein cao, tỷ lệ chất béo, với các giống thông thường có chứa trên protein trung bình 23%.